# Киприянов, Иван Петрович
Иван Петрович Киприянов — помощник командира взвода пешей разведки 345-го стрелкового полка 27-й стрелковой дивизии 19-й армии 2-го Белорусского фронта, старший сержант — на момент представления к награждению орденом Славы 1-й степени.

## Биография
Родился 19 июля 1914 года в деревне Лукинская ныне Каргопольского района Архангельской области в семье крестьянина. Русский. Член ВКП/КПСС с 1944 года. Образование начальное. Семья была многодетная, и Иван рано начал трудовую деятельность. Сначала помогал по хозяйству отцу, затем работал в колхозе. Став старше, пошел на заработки в город. Работал обрезчиком пиломатериалов на лесозаводе № 32 в городе Онеге, затем рубщиком на лесозаводе в городе Архангельске.
В 1936 году был призван в Красную Армию. Красноармеец Киприянов проходил срочную службу в артиллерийских частях Ленинградского военного округа — в городах Луга, Петергоф. После демобилизации в 1938 году Киприянов вернулся на родину. Работал охотником-заготовителем пушнины.
В июле 1941 года вновь был призван в армию. Войну начал на Карельском фронте. В 345-м стрелковом полку красноармеец Киприянов был зачислен в разведку. 30 августа принял первое боевое крещение. За короткое время овладел трудной профессией разведчика, пригодился опыт охотника-промысловика. Вскоре за поимку «языка» был награждён медалью «За отвагу». Способного и смелого разведчика назначили командиром отделения пешей разведки и присвоили воинское звание сержанта.
27 марта 1944 года сержант Киприянов во главе разведгруппы в районе деревни Тикша проник в расположение противника. Разведчики гранатами уничтожили несколько солдат, одного взяли в плен и доставили в штаб полка. «Язык» дал ценные сведения. Приказом от 7 апреля 1944 года за мужество и отвагу проявленные в бою сержант Киприянов Иван Петрович награждён орденом Славы 3-й степени.
1 августа 1944 года сержант Киприянов вместе с отделением в бою на левом берегу реки Чирка-Кемь в 12 км севернее деревни Тикша разгромил вражеский штаб, истребив около 20 пехотинцев, добыл ценные сведения о противнике. Приказом от 22 октября 1944 года за мужество и отвагу, проявленные в бою, сержант Киприянов Иван Петрович награждён орденом Славы 2-й степени.
После прекращения боевых действий на Карельском фронте дивизия, в который воевал Киприянов, была переведена в состав 2-го Белорусского фронта. Разведчик Киприянов участвовал в освобождении Польши. Помощник командира взвода пешей разведки старший сержант Киприянов в начале марта 1945 года при ведении разведки у города Штольп вступил в бой с группой противника, лично уничтожил 12 вражеских солдат. Заменил в бою раненого командира взвода и обеспечил выполнение боевой задачи. 26 марта 1945 неподалеку от города Гдыни с группой разведчиков Киприянов забросал гранатами танк и взял в плен гитлеровского офицера-танкиста, давшего ценные сведения командованию. Во время боев в Померании группа разведчиков во главе с Киприяновым привела из поиска ценного «языка» — командира батальона. День Победы отважный разведчик встретил в Германии, недалеко от города Трептов.
Указом Президиума Верховного Совета СССР от 29 июня 1945 года за исключительное мужество, отвагу и бесстрашие, проявленные на заключительном этапе Великой Отечественной войны в боях с гитлеровскими захватчиками старшина Киприянов Иван Петрович награждён орденом Славы 1-й степени. Стал полным кавалером ордена Славы.
В декабре 1945 году И. П. Киприянов был демобилизован. Вернулся в родные края. До 1948 года работал в органах МВД города Няндома. Переехав в деревню Булатово Плесецкого района, работал участковым уполномоченным районного отдела внутренних дел. Только здесь ему вручили орден Славы 1-й степени, которым был награждён ещё в 1945 году.
С 1954 года до выхода на пенсию работал в местном леспромхозе: рабочим на погрузке леса в железнодорожные вагоны; на обрезке сучьев. Жил в поселке Булатово. Умер 16 февраля 1985 года. Похоронен в поселке Оксовский Плесецкого района.
Награждён орденами Славы 3-х степеней, медалями.